# Wereldkampioenschap hockey mannen 1973
Het tweede officiële wereldkampioenschap hockey voor mannen had plaats in 1973 van 24 augustus tot en met 2 september in het Wagener-stadion in Amstelveen. Nederland, o.l.v. coach Ab van Grimbergen, won de wereldtitel in een spannende finale tegen India.
Pakistan was titelverdediger van het toernooi onder auspiciën van de wereldhockeybond FIH, maar de regerend kampioen was gedwongen zijn B-selectie in te zetten na misdragingen van de spelers tijdens de medailleceremonie, een jaar eerder bij de Olympische Spelen van München. De levenslange schorsing werd in 1974 opgeheven na excuses van hogerhand.

## Kwalificatie
| Data                           | Toernooi               | Locatie                 | Quota | Gekwalificeerde teams |
| ------------------------------ | ---------------------- | ----------------------- | ----- | --- |
| 27 oktober - 10 september 1972 | Olympische Spelen 1972 | München, West-Duitsland | 8     | West-Duitsland (1e) Pakistan (2e) India (3e) Nederland (4e) Australië (5e) Engeland (6e) (#) Kenia (13e) Argentinië (14e) (#) Engeland werd uitgenodigd omdat het grootste deel van de Britse ploeg tijdens de spelen Engelsen waren. |
| 18 maart 1973                  | FIH-congress           | Brussel, België         | 5     | Maleisië (7e) Spanje (8e) Nieuw-Zeeland (9e) België (10e) Japan (-) |
| Totaal                         | Totaal                 | Totaal                  | 12    | Australië trok zich terug wegens gebrek aan fondsen, en werd vervangen door Nieuw-Zeeland. |

Niet gekozen teams: Zuid-Afrika, Canada, Schotland, Frankrijk, Gibraltar, Ierland, Italië, Mexico, Nigeria, Wales, Polen, Rhodesië en de Sovjet-Unie.

## Deelnemende landen
De loting voor het WK 1973 werd verricht in Brussel tijdens het FIH-congres op 18 maart 1973.
| Poule A                                               | Poule B                                                |
| ----------------------------------------------------- | ------------------------------------------------------ |
| West-Duitsland India Spanje Nieuw-Zeeland Kenia Japan | Nederland Pakistan Engeland Argentinië Maleisië België |

## Uitslagen

### Eerste ronde

#### Poule A
| Team           | GS | W | G | V | DV | DT | DS  | Ptn |
| -------------- | -- | - | - | - | -- | -- | --- | --- |
| West-Duitsland | 5  | 4 | 1 | 0 | 6  | 2  | 4   | 9   |
| India          | 5  | 3 | 2 | 0 | 12 | 1  | 11  | 8   |
| Spanje         | 5  | 3 | 0 | 2 | 9  | 5  | 4   | 6   |
| Nieuw-Zeeland  | 5  | 1 | 2 | 2 | 13 | 8  | 5   | 4   |
| Kenia          | 5  | 0 | 2 | 3 | 6  | 14 | −8  | 2   |
| Japan          | 5  | 0 | 1 | 4 | 3  | 19 | −16 | 1   |

| 24 augustus 1973       |       |               |                 |
| West-Duitsland         | 2 – 1 | Nieuw-Zeeland | Wagener-stadion |
| Michael Krause Uli Vos |       | Greg Dayman   | Wagener-stadion |

|                                                                       |       |       |                 |
| India                                                                 | 5 – 0 | Japan | Wagener-stadion |
| Surjit Singh Harcharan Singh Chand Singh Billimoga Puttaswamy Govinda |       |       | Wagener-stadion |

|                           |       |                 |                 |
| Spanje                    | 4 – 1 | Kenia           | Wagener-stadion |
| Juan Amat Augustin Masana |       | Brajinder Daved | Wagener-stadion |

| 25 augustus 1973             |       |                        |                 |
| Japan                        | 2 – 2 | Kenia                  | Wagener-stadion |
| Kazuo Konakayama Toru Hirano |       | Tarlochan Singh Channa | Wagener-stadion |

|                       |       |               |                 |
| Spanje                | 2 – 1 | Nieuw-Zeeland | Wagener-stadion |
| Jose Borell Juan Amat |       | Greg Dayman   | Wagener-stadion |

|                |       |       |                 |
| West-Duitsland | 0 – 0 | India | Wagener-stadion |
|                |       |       | Wagener-stadion |

| 26 augustus 1973                                                                                    |       |                   |                 |
| Nieuw-Zeeland                                                                                       | 8 – 1 | Japan             | Wagener-stadion |
| Jeff Archibald Alan McIntyre Ramesh Patel John Christensen Selwyn Maister Barry Maister Greg Dayman |       | Toshiaki Ichinose | Wagener-stadion |

|                   |       |        |                 |
| West-Duitsland    | 1 – 0 | Spanje | Wagener-stadion |
| Wolfgang Strödter |       |        | Wagener-stadion |

|                                                                     |       |       |                 |
| India                                                               | 4 – 0 | Kenia | Wagener-stadion |
| Chand Singh Baldev Singh Ajitpal Singh Billimoga Puttaswamy Govinda |       |       | Wagener-stadion |

| 28 augustus 1973 |       |               |                 |
| India            | 1 – 1 | Nieuw-Zeeland | Wagener-stadion |
| Baldev Singh     |       | Barry Maister | Wagener-stadion |

|                |       |               |                 |
| West-Duitsland | 2 – 1 | Kenia         | Wagener-stadion |
| Michael Krause |       | Jagmail Singh | Wagener-stadion |

|                                            |       |       |                 |
| Spanje                                     | 3 – 0 | Japan | Wagener-stadion |
| Augustin Masana Juan Amat Francisco Segura |       |       | Wagener-stadion |

| 29 augustus 1973             |       |              |                 |
| Nieuw-Zeeland                | 2 – 2 | Kenia        | Wagener-stadion |
| Albert Parkin Jeff Archibald |       | Jagjit Singh | Wagener-stadion |

|              |       |        |                 |
| India        | 2 – 0 | Spanje | Wagener-stadion |
| Surjit Singh |       |        | Wagener-stadion |

|                |       |       |                 |
| West-Duitsland | 1 – 0 | Japan | Wagener-stadion |
| Rainer Seifert |       |       | Wagener-stadion |

#### Poule B
| Team       | GS | W | G | V | DV | DT | DS | Ptn |
| ---------- | -- | - | - | - | -- | -- | -- | --- |
| Pakistan   | 5  | 4 | 1 | 0 | 16 | 5  | 11 | 9   |
| Nederland  | 5  | 3 | 1 | 1 | 11 | 4  | 7  | 7   |
| België     | 5  | 2 | 0 | 3 | 8  | 12 | −4 | 4   |
| Engeland   | 5  | 1 | 2 | 2 | 9  | 8  | 1  | 4   |
| Argentinië | 5  | 0 | 3 | 2 | 2  | 9  | −7 | 3   |
| Maleisië   | 5  | 1 | 1 | 3 | 5  | 13 | −8 | 3   |

| 24 augustus 1973                    |       |                                    |                 |
| Engeland                            | 5 – 2 | België                             | Wagener-stadion |
| Jimmy Neale Steve Long Paul Svehlik |       | Daniel Dupont Jean Francois Gilles | Wagener-stadion |

|                                                     |       |                                             |                 |
| Pakistan                                            | 4 – 2 | Maleisië                                    | Wagener-stadion |
| Laeeq Ahmed Mohammad Azam Samiullah Khan Tanvir Dar |       | Brian Sta Maria Datuk N. Sri Shanmuganathan | Wagener-stadion |

|           |       |            |                 |
| Nederland | 0 – 0 | Argentinië | Wagener-stadion |
|           |       |            | Wagener-stadion |

| 25 augustus 1973                   |       |                      |                 |
| België                             | 2 – 1 | Argentinië           | Wagener-stadion |
| Michel de Saedeleer Robert Marroye |       | Jorge Pedro Sabbione | Wagener-stadion |

|               |       |             |                 |
| Pakistan      | 2 – 1 | Nederland   | Wagener-stadion |
| Mohammad Azam |       | Ties Kruize | Wagener-stadion |

|              |       |                                         |                 |
| Engeland     | 1 – 2 | Maleisië                                | Wagener-stadion |
| Paul Svehlik |       | Datuk N. Sri Shanmuganathan M Mahendran | Wagener-stadion |

| 26 augustus 1973            |       |                      |                 |
| Maleisië                    | 1 – 1 | Argentinië           | Wagener-stadion |
| Datuk N. Sri Shanmuganathan |       | Jorge Pedro Sabbione | Wagener-stadion |

|                                     |       |                  |                 |
| Nederland                           | 4 – 1 | België           | Wagener-stadion |
| Ties Kruize Ron Steens Paul Litjens |       | Stephen Verhulst | Wagener-stadion |

|                        |       |                          |                 |
| Pakistan               | 2 – 2 | Engeland                 | Wagener-stadion |
| Tanvir Dar Laeeq Ahmed |       | Colin Whally Jimmy Neale | Wagener-stadion |

| 28 augustus 1973                                   |       |          |                 |
| Nederland                                          | 4 – 0 | Maleisië | Wagener-stadion |
| 31' (sc) 34' 54' (sc) Ties Kruize 38' Paul Litjens |       |          | Wagener-stadion |

|            |       |        |                 |
| Pakistan   | 2 – 0 | België | Wagener-stadion |
| Tanvir Dar |       |        | Wagener-stadion |

|          |       |            |                 |
| Engeland | 0 – 0 | Argentinië | Wagener-stadion |
|          |       |            | Wagener-stadion |

| 29 augustus 1973                                   |       |            |                 |
| Pakistan                                           | 6 – 0 | Argentinië | Wagener-stadion |
| Tanvir Dar Safdar Abbas Laeeq Ahmed Samiullah Khan |       |            | Wagener-stadion |

|                            |       |            |                 |
| Nederland                  | 2 – 1 | Engeland   | Wagener-stadion |
| Ties Kruize Jeroen Zweerts |       | Steve Long | Wagener-stadion |

|                                                  |       |          |                 |
| België                                           | 3 – 0 | Maleisië | Wagener-stadion |
| Robert Marroye Jean Francois Gilles Guy Miserque |       |          | Wagener-stadion |

### Play-Offs

#### 9e-12e plaats
|  | 9e-12e plaats    | 9e-12e plaats    |   |                  | 9e/10e plaats    | 9e/10e plaats |
|  |                  |                  |   |                  |                  |               |
|  | 31 augustus 1973 |                  |   |                  |                  |               |
|  | Kenia            | 0                |   |                  |                  |               |
|  | Argentinië       | 2                |   |                  |                  |               |
|  |                  |                  |   |                  |                  |               |
|  |                  |                  |   |                  | 1 september 1973 |               |
|  |                  |                  |   |                  | Argentinië       | 2             |
|  |                  | Japan            | 1 |                  |                  |               |
|  |                  |                  |   |                  |                  |               |
|  |                  |                  |   |                  | 11e/12e plaats   |               |
|  | 31 augustus 1973 | 31 augustus 1973 |   | 1 september 1973 | 1 september 1973 |               |
|  | Maleisië         | 0                |   | Kenia            | 0                |               |
|  | Japan            | 1                |   |                  | Maleisië         | 1             |

| 31 augustus 1973 |       |                                      |                 |
| Kenia            | 0 – 2 | Argentinië                           | Wagener-stadion |
|                  |       | Gustavo Paolucci Julio Cesar Lavagno | Wagener-stadion |

|          |       |                      |                 |
| Maleisië | 0 – 1 | Japan                | Wagener-stadion |
|          |       | Julio Takeo Yamamoto | Wagener-stadion |

##### 11e/12e plaats
| 1 september 1973 |       |       |                 |
| Maleisië         | 1 – 0 | Kenia | Wagener-stadion |
| R Pathmarajah    |       |       | Wagener-stadion |

##### 9e/10e plaats
|                                          |       |                   |                 |
| Argentinië                               | 2 - 1 | Japan             | Wagener-stadion |
| Julio Cesar Lavagno Jorge Pedro Sabbione |       | Toshiaki Ichinose | Wagener-stadion |

#### 5e-8e plaats
|  | 5e-8e plaats     | 5e-8e plaats     |   |                  | 5e/6e plaats     | 5e/6e plaats |
|  |                  |                  |   |                  |                  |              |
|  | 31 augustus 1973 |                  |   |                  |                  |              |
|  | Engeland         | 0*               |   |                  |                  |              |
|  | Nieuw-Zeeland    | 0                |   |                  |                  |              |
|  |                  |                  |   |                  |                  |              |
|  |                  |                  |   |                  | 2 september 1973 |              |
|  |                  |                  |   |                  | Engeland         | 0            |
|  |                  | Spanje           | 3 |                  |                  |              |
|  |                  |                  |   |                  |                  |              |
|  |                  |                  |   |                  | 7e/8e plaats     |              |
|  | 31 augustus 1973 | 31 augustus 1973 |   | 1 september 1973 | 1 september 1973 |              |
|  | Spanje           | 5                |   | Nieuw-Zeeland    | 3                |              |
|  | België           | 0                |   |                  | België           | 1            |

| 31 augustus 1973 |              |               |                 |
| Engeland         | 1 – 0 (n.v.) | Nieuw-Zeeland | Wagener-stadion |
| Colin Whalley    |              |               | Wagener-stadion |

|                                                                        |       |        |                 |
| Spanje                                                                 | 5 – 0 | België | Wagener-stadion |
| Francisco Segura Francisco Amat Jorge Fabregas Juan Amat Jorge Monegal |       |        | Wagener-stadion |

##### 7e/8e plaats
| 1 september 1973                         |       |               |                 |
| Nieuw-Zeeland                            | 3 – 1 | België        | Wagener-stadion |
| Ramesh Patel Barry Maister Alan McIntyre |       | Daniel Dupont | Wagener-stadion |

##### 5e/6e plaats
| 2 september 1973 11.30 uur       |       |          |                 |
| Spanje                           | 3 – 0 | Engeland | Wagener-stadion |
| Augustin Masana Francisco Segura |       |          | Wagener-stadion |

### Finaleronde
|  | halve finale     | halve finale     |   |                  | finale           | finale |
|  |                  |                  |   |                  |                  |        |
|  | 31 augustus 1973 |                  |   |                  |                  |        |
|  | Nederland        | 0*               |   |                  |                  |        |
|  | West-Duitsland   | 0                |   |                  |                  |        |
|  |                  |                  |   |                  |                  |        |
|  |                  |                  |   |                  | 2 september 1973 |        |
|  |                  |                  |   |                  | Nederland        | 2*     |
|  |                  | India            | 2 |                  |                  |        |
|  |                  |                  |   |                  |                  |        |
|  |                  |                  |   |                  | troostfinale     |        |
|  | 31 augustus 1973 | 31 augustus 1973 |   | 2 september 1973 | 2 september 1973 |        |
|  | India            | 1                |   | West-Duitsland   | 1                |        |
|  | Pakistan         | 0                |   |                  | Pakistan         | 0      |

#### Halve finales
| 31 augustus 1973                                                      |              |                                                        |                 |
| Nederland                                                             | 0 – 0 (n.v.) | West-Duitsland                                         | Wagener-stadion |
|                                                                       |              |                                                        | Wagener-stadion |
| Shoot-out                                                             |              |                                                        | Wagener-stadion |
| Paul Litjens Ties Kruize Jeroen Zweerts Coen Kranenberg Bart Taminiau | 4 - 2        | Wofgang Strodter Baumgari Rainer Seifert Michael Peter | Wagener-stadion |

|                                  |       |          |                 |
| India                            | 1 – 0 | Pakistan | Wagener-stadion |
| 62' Billimoga Puttaswamy Govinda |       |          | Wagener-stadion |

##### Troostfinale
| 2 september 1973        |       |          |                 |
| West-Duitsland          | 1 – 0 | Pakistan | Wagener-stadion |
| 68' (sc) Michael Krause |       |          | Wagener-stadion |

##### Finale
| 16.00 uur                                                          |              |                                                                          |                 |
| Nederland                                                          | 2 – 2 (n.v.) | India                                                                    | Wagener-stadion |
| 16' (sb) 45' (sc) Ties Kruize                                      |              | Surjit Singh 7' (sc) 12' (sc)                                            | Wagener-stadion |
| Shoot-out                                                          |              |                                                                          | Wagener-stadion |
| Paul Litjens Ties Kruize Frans Spits Coen Kranenberg Bart Taminiau | 4 - 2        | Billimoga Puttaswamy Govinda Harmek Singh Ajit Pal Singh Harcharan Singh | Wagener-stadion |

| Wereldkampioen 1973    |
| ---------------------- |
|                        |
| Nederland Eerste titel |

## Eindrangschikking
| Rang   | Land           |
| ------ | -------------- |
| Goud   | Nederland      |
| Zilver | India          |
| Brons  | West-Duitsland |
| 4      | Pakistan       |
| 5      | Spanje         |
| 6      | Engeland       |
| 7      | Nieuw-Zeeland  |
| 8      | België         |
| 9      | Argentinië     |
| 10     | Japan          |
| 11     | Maleisië       |
| 12     | Kenia          |

## Topscorers
| Plaats | Speler                                       | Land                                | Doelpunten |
| ------ | -------------------------------------------- | ----------------------------------- | ---------- |
| 1      | Ties Kruize                                  | Nederland                           | 9          |
| 2      | Tanvir Dar                                   | Pakistan                            | 7          |
| 3      | Juan Amat Surjit Singh                       | Spanje India                        | 6          |
| 5      | Michael Krause Barry Maister Augustin Masana | West-Duitsland Nieuw-Zeeland Spanje | 4          |